# ワールドラグビーパシフィックチャレンジ2024
ワールドラグビーパシフィックチャレンジ2024（World Rugby Pacific Challenge 2024）は、2024年4月10日から20日までサモアの首都アピアで開催の、若手選手A代表育成大会である。サモア、フィジー、トンガ、日本が参加する。運営は、オセアニアラグビー、ワールドラグビー。

## 概要
各チームは、28名のスコッドで、2024年4月10日時点で23歳以下の選手23名と、18歳以上の5名（シニア選手も出場可能）で構成される。前回までの純粋なU23大会から一新された。
大会終了後、サモア・フィジー・トンガの出場者のうち、優秀な選手25名が選抜され「パシフィック・コンバイン（Pacific Combine）」に参加する権利を得る。パシフィック・コンバインは、ワールドラグビーが全額出資する太平洋諸島に対する1週間の選手育成プログラム。2018年から始まった。
4チーム総当たり戦で、勝ち点により順位を決定する。勝ち点は、勝ち4、引き分け2、負け0、7点差以内の負けはボーナスポイントで勝ち点1、4トライしたチームには勝敗にかかわらず勝ち点1のボーナスポイントが追加。

## 出場チーム

### 日本

#### JAPAN XV（ジャパン・フィフティーン）
U20日本代表メンバーを中心に、21歳の選手を3名加えて「JAPAN XV」というチーム名で出場。

#### JAPAN XVサモア遠征メンバー
下表の「年齢」は、後日の資料性を考慮し、大会初日時点に固定している。●印は試合登録メンバー28名。
- ヘッドコーチ：大久保直弥（U20日本代表ヘッドコーチ）
- キャプテン：太安善明（FL）[9]

| Pos     | 氏名         | 所属         | 生年月日（年齢）       | 第1戦 | 第2戦 | 第3戦 | 備考 |
| ------- | ------------ | ------------ | ---------------------- | ----- | ----- | ----- | ---- |
| PR      | 森仁之輔     | 天理大学     | 2004年1月14日（20歳）  | ●     | ●     | ●     |      |
| PR      | 浦出睦己     | 近畿大学     | 2005年1月17日（19歳）  | ●     | ●     | ●     |      |
| PR      | 布引大翔     | 帝京大学     | 2004年11月17日（19歳） | ●     | ●     |       |      |
| PR      | 八田優太     | 京都産業大学 | 2004年4月5日（20歳）   | ●     | ●     | ●     |      |
| PR      | 山口匠       | 明治大学     | 2005年3月29日（19歳）  |       |       | ●     |      |
| HO      | 佐藤健次     | 早稲田大学   | 2003年1月4日（21歳）   | ●     | ●     | ●     |      |
| HO      | 螻川内晴也   | 帝京大学     | 2004年9月15日（19歳）  |       | ●     |       |      |
| HO      | 清水健伸     | 早稲田大学   | 2004年12月27日（19歳） | ●     |       | ●     |      |
| LO      | 石橋チューカ | 京都産業大学 | 2004年4月10日（20歳）  | ●     | ●     | ●     |      |
| LO      | 磯部俊太朗   | 筑波大学     | 2004年7月14日（19歳）  | ●     | ●     | ●     |      |
| LO      | 物部耀大朗   | 明治大学     | 2004年9月28日（19歳）  | ●     | ●     | ●     |      |
| LO      | 白丸智乃祐   | 筑波大学     | 2004年12月14日（19歳） |       |       |       |      |
| LO      | 青木恵斗     | 帝京大学     | 2002年6月14日（21歳）  | ●     | ●     | ●     |      |
| FL      | 川越功喜     | 天理大学     | 2004年5月23日（19歳）  | ●     | ●     |       |      |
| FL/NO8  | 太安善明     | 天理大学     | 2004年4月2日（20歳）   | ●     | ●     | ●     | 主将 |
| FL/NO8  | 亀井秋穂     | 明治大学     | 2004年10月27日（19歳） | ●     | ●     | ●     |      |
| FL/NO8  | 大川虎拓郎   | 明治大学     | 2004年4月24日（19歳）  | ●     |       | ●     |      |
| SH      | 土永旭       | 京都産業大学 | 2003年1月9日（21歳）   | ●     | ●     | ●     |      |
| SH      | 髙木城治     | 京都産業大学 | 2004年9月11日（19歳）  | ●     | ●     | ●     |      |
| SH/SO   | 伊藤利江人   | 明治大学     | 2004年7月30日（19歳）  |       | ●     |       |      |
| SO      | 本橋尭也     | 帝京大学     | 2004年5月19日（19歳）  | ●     | ●     | ●     |      |
| SO      | 伊藤龍之介   | 明治大学     | 2004年7月30日（19歳）  | ●     | ●     | ●     |      |
| CTB     | 秋濱悠太     | 明治大学     | 2002年5月15日（21歳）  | ●     | ●     | ●     |      |
| CTB     | 上田倭士     | 帝京大学     | 2005年3月8日（19歳）   | ●     | ●     | ●     |      |
| WTB/FB  | 海老澤琥珀   | 明治大学     | 2004年10月27日（19歳） | ●     |       | ●     |      |
| WTB/FB  | 矢崎由高     | 早稲田大学   | 2004年5月12日（19歳）  | ●     | ●     | ●     |      |
| Utility | 竹之下仁吾   | 明治大学     | 2004年6月11日（19歳）  | ●     | ●     | ●     |      |
| Utility | 増山将       | 筑波大学     | 2004年4月14日（19歳）  |       | ●     | ●     |      |

#### JAPAN XV サモア遠征スタッフ
出典
| 役職                     | 氏名       | 所属                                           | 備考 |
| ------------------------ | ---------- | ---------------------------------------------- | ---- |
| チームディレクター       | 中山光行   | 日本ラグビーフットボール協会                   |      |
| ヘッドコーチ             | 大久保直弥 | 日本ラグビーフットボール協会                   |      |
| アシスタントコーチ       | 麻田一平   | 日本ラグビーフットボール協会                   |      |
| S&Cコーチ                | 太田千尋   | 日本ラグビーフットボール協会                   |      |
| S&Cコーチ                | 岩田駿亮   | パフォーマンスゴールシステム株式会社           |      |
| ドクター                 | 永山正隆   | 東京都立多摩南部地域病院                       |      |
| アスレティックトレーナー | 萩原章雄   | 横河武蔵野アトラスターズ / ナズー              |      |
| アスレティックトレーナー | 濱野武彦   | 武蔵野アトラスターズ整形外科スポーツクリニック |      |
| 分析                     | 首藤弘人   | ‐                                              |      |
| 管理栄養士               | 中村有希乃 | ‐                                              |      |
| チームマネージャー       | 川崎桜子   | 日本ラグビーフットボール協会                   |      |

### サモア

#### MANUMA SAMOA（マヌマ・サモア）
- ヘッドコーチ：Mailo Potumoe Leavasa[12]
- キャプテン：Ivan Fepuleai[12]
- 出場選手情報は、ワールドラグビーの大会ページから「試合の詳細」の項目で選手名を参照のこと。Facebookアカウント「Manuma Samoa」でも出場選手名を発信している[13]。日本ラグビーフットボール協会のサイトでは、日本戦の出場登録選手の氏名のみリスト化されている（年齢や身長・体重のデータはない）[14]。サモアラグビー協会のサイトには、大会開催時点で出場選手の情報は存在しない。

### フィジー

#### FIJI WARRIORS（フィジー・ウォーリアーズ）
- ヘッドコーチ：Senirusi Seruvakula[15][16]
- キャプテン：John Muller[17][18]
- スコッド28名のうち、U20の選手は8名、他20名はU23である[15]。2000年6月29日生まれで24歳直前のMeli Tuni（プロップ）が最年長。
- 出場選手情報は、ワールドラグビーの大会ページから「試合の詳細」の項目で選手名を参照のこと。フィジーラグビー協会のサイトには、大会開催時点で出場選手の情報は存在しない[19]。

### トンガ

#### TONGA A（トンガA代表）
- 出場選手情報は、ワールドラグビーの大会ページから「試合の詳細」の項目で選手名を参照のこと。トンガラグビー協会のサイトには、大会開催時点で出場選手の情報は存在しない[20]。

## 対戦結果

### 順位
勝ち点は、勝ち4、引き分け2、負け0。BP（ボーナスポイント）は「7点差以内の負け」「4トライ以上」で各1付与され、勝ち点に加えられる。勝ち点が同じ場合は、得失点差などをもとに規定で決まる。
| 順位 | チーム        | 試合数 | 勝 | 分 | 負 | 得点 | 失点 | 得失点差 | BP | 勝ち点 |
| ---- | ------------- | ------ | -- | -- | -- | ---- | ---- | -------- | -- | ------ |
| 1    | JAPAN XV      | 3      | 3  | 0  | 0  | 158  | 63   | 95       | 3  | 15     |
| 2    | FIJI WARRIORS | 2      | 1  | 0  | 1  | 72   | 62   | 10       | 3  | 7      |
| 3    | MANUMA SAMOA  | 2      | 1  | 0  | 1  | 61   | 65   | -4       | 1  | 5      |
| 4    | TONGA A       | 3      | 0  | 0  | 3  | 49   | 150  | -101     | 0  | 0      |

### ROUND 1
| 2024年4月10日 8:30（現地12:30） | TONGA A    | 17-29         | FIJI WARRIORS (1 BP) | Apia Park (Samoa) レフリー: Shone Semeli |
| 2024年4月10日 8:30（現地12:30） | T: 1 PG: 3 | 詳細 レポート | T: 5 G: 2            | Apia Park (Samoa) レフリー: Shone Semeli |

| 2024年4月10日 12:00（現地16:00） | MANUMA SAMOA | 5-48                     | JAPAN XV (1 BP) | Apia Park (Samoa) レフリー: Tevita Rokovereni |
| 2024年4月10日 12:00（現地16:00） | T: 1         | 詳細 レポート1 レポート2 | T: 8 G: 4       | Apia Park (Samoa) レフリー: Tevita Rokovereni |

### ROUND 2
| 2024年4月15日 8:30（現地12:30） | (1 BP) FIJI WARRIORS | 43-45                    | JAPAN XV (1 BP) | Apia Park (Samoa) レフリー: Jordan Kaminski |
| 2024年4月15日 8:30（現地12:30） | T: 7 G: 4            | 詳細 レポート1 レポート2 | T: 6＋PT1 G: 4  | Apia Park (Samoa) レフリー: Jordan Kaminski |

| 2024年4月15日 12:00（現地16:00） | (1 BP) MANUMA SAMOA | 56-17         | TONGA A         | Apia Park (Samoa) レフリー: Tevita Rokovereni |
| 2024年4月15日 12:00（現地16:00） | T: 8 G: 5 PG: 2     | 詳細 レポート | T: 2 G: 2 PG: 1 | Apia Park (Samoa) レフリー: Tevita Rokovereni |

### ROUND 3
| 2024年4月20日 8:30（現地12:30） | (1 BP) JAPAN XV | 65-15                         | TONGA A | Apia Park (Samoa) レフリー: Shone Semeli（サモア） |
| 2024年4月20日 8:30（現地12:30） | T: 10           | レポート1 レポート2 レポート3 | T: 3    | Apia Park (Samoa) レフリー: Shone Semeli（サモア） |

| 2024年4月20日 12:00（現地16:00） | MANUMA SAMOA | 18-43    | FIJI WARRIORS (1 BP) | Apia Park (Samoa) レフリー: Jordan Kaminski（オーストラリア） |
| 2024年4月20日 12:00（現地16:00） | T: 3 PG: 1   | レポート | T: 6 G: 2 PG: 1      | Apia Park (Samoa) レフリー: Jordan Kaminski（オーストラリア） |

## 中継
JAPAN XV出場の試合は、日本ラグビーフットボール協会の特設ページで日本国内向けに無料ライブ配信を実施。MC：田村一博、解説：臼井智洋、伊藤宏明、浜野俊平。